# Гвождяни (Пльзеньский край)
Гвождяни (чеш. Hvožďany, бывш. нем. Hoslau) — муниципалитет в западной части Чешской Республики, в Пльзеньском крае. Входит в состав района Домажлице.
Один из самых малонаселённых муниципалитетов Чехии.

## География и транспорт
Расположен в западной части района, невдалеке от границы с Германией, в 2 км к западу от города Побежовице, в 13 км к северо-западу от Домажлице и в 51 км к юго-западу от Пльзени.
Граничит с городом Побежовице (с востока и с запада) и муниципалитетами Гора-Сватего-Вацлава (с северо-запада), Драготин (с севера) и Мнихов (с юга).
Невдалеке от деревни по рабочим дням останавливаются автобусы между Побежовице и Мниховом.

## Изменение административного подчинения
- 1850 год — Австрийская империя, Богемия, край Пльзень, политический район Горшовски-Тин, судебный район Роншперк;
- 1855 год — Австрийская империя, Богемия, край Пльзень, судебный район Роншперк;
- 1868 год — Австро-Венгрия, Цислейтания, Богемия, политический район Горшовски-Тин, судебный район Роншперк[5];
- 1920 год — Чехословацкая Республика, Пльзеньская жупания[чеш.], политический район Горшовски-Тин, судебный район Побежовице
- 1928 год — Чехословацкая Республика, Чешская земля, политический район Горшовски-Тин, судебный район Побежовице
- 1939 год — Судетская область, округ Эгер, политический район Бишофтейниц, судебный район Ронсперг[6]
- 1945 год — Чехословацкая Республика, Чешская земля, административный район Горшовски-Тин, судебный район Побежовице[7]
- 1949 год — Чехословацкая Республика, Пльзеньский край, район Горшовски-Тин[8]
- 1960 год — ЧССР, Западно-Чешский край, район Домажлице
- 2003 год — Чехия, Пльзеньский край, район Домажлице, ОРП Побежовице

## Достопримечательности[9]
- Гвождянский луг — памятник природы с разнообразными луговыми сообществами и многими охраняемыми видами растений;
- Часовня св. Вацлава — построена до 1900 года, снесена в середине 1970-х годов.

## Население
| Год  | Численность | Численность |
| ---- | ----------- | ----------- |
| 1869 | 208         | [ 10 ]      |
| 1880 | 158         | [ 10 ]      |
| 1890 | 163         | [ 10 ]      |
| 1900 | 144         | [ 10 ]      |
| 1910 | 145         | [ 10 ]      |
| 1921 | 154         | [ 10 ]      |
| 1930 | 145         | [ 10 ]      |
| 1950 | 62          | [ 10 ]      |
| 1961 | 54          | [ 10 ]      |
| 1970 | 49          | [ 10 ]      |
| 1980 | 42          | [ 10 ]      |
| 1991 | 36          | [ 10 ]      |
| 2001 | 34          | [ 10 ]      |
| 2011 | 32          | [ 10 ]      |
| 2014 | 32          | [ 11 ]      |
| 2016 | 31          | [ 12 ]      |
| 2017 | 35          | [ 13 ]      |
| 2018 | 35          | [ 14 ]      |
| 2019 | 36          | [ 15 ]      |
| 2020 | 37          | [ 16 ]      |
| 2021 | 39          | [ 17 ]      |
| 2022 | 39          | [ 18 ]      |
| 2023 | 38          | [ 19 ]      |
| 2024 | 38          | [ 20 ]      |
| 2025 | 38          | [ 3 ]       |

По переписи 2011 года в деревне проживало 32 человека (из них 18 чехов, 2 словака, 2 цыгана и 9 не указавших национальность, в 2001 году — 79,4% чехов и 17,6% цыган), из них 11 мужчин и 21 женщина (средний возраст — 41,2 года).
Из 30 человек старше 14 лет 8 имели базовое (в том числе неоконченное) образование, 19 — среднее, включая учеников (из них 3 — с аттестатом зрелости).
Из 32 человек 14 были экономически активны (из них 3 безработных), 14 — неактивны (9 неработающих пенсионеров и 5 учащихся).
Из 11 работающих 1 работал в сельском хозяйстве, 5 — в промышленности, 1 — в строительстве, 1 — в торговле и авторемонте, 1 занимался риэлторской, научно-технической и административной деятельностью.

## Галерея

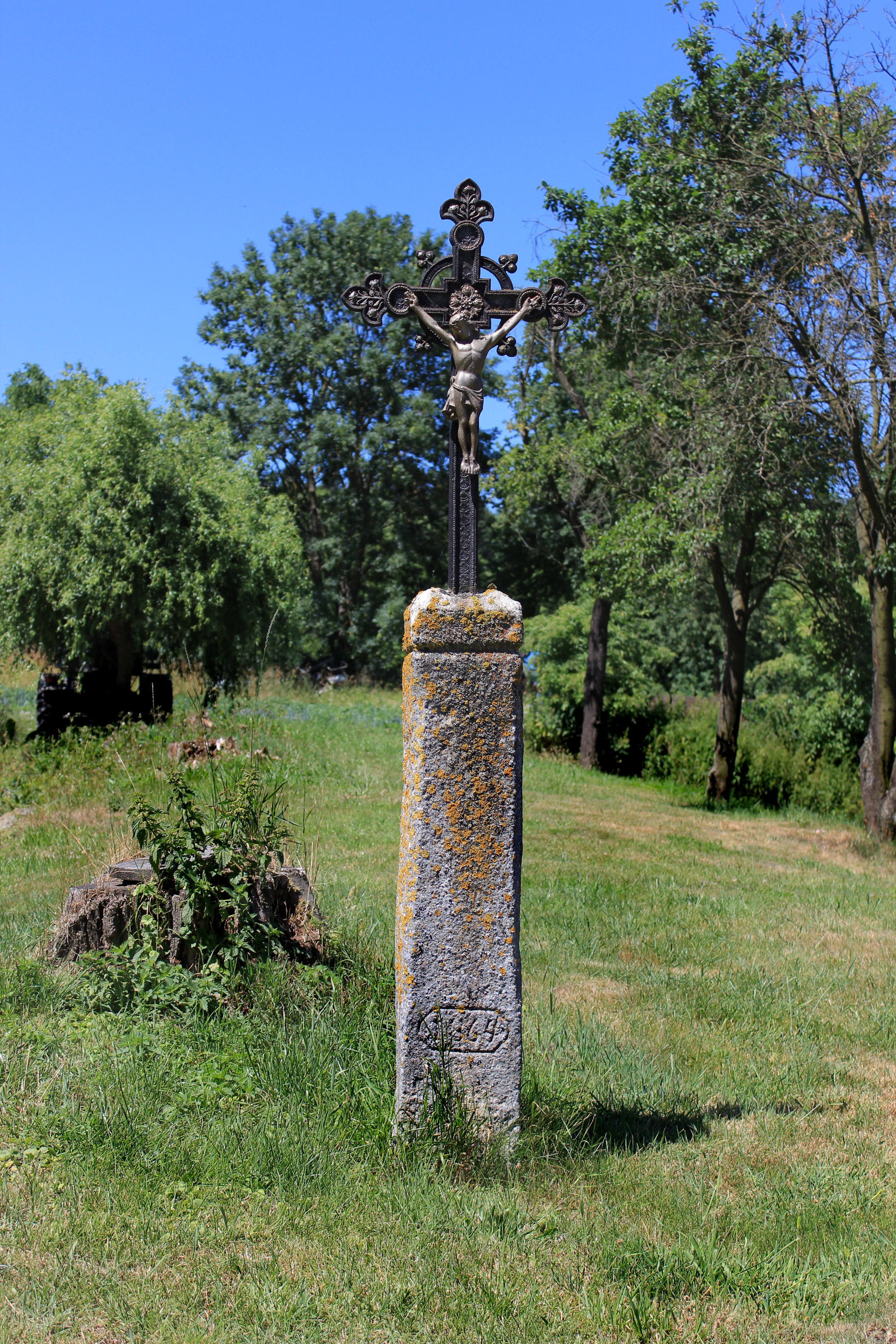
Распятие у пруда
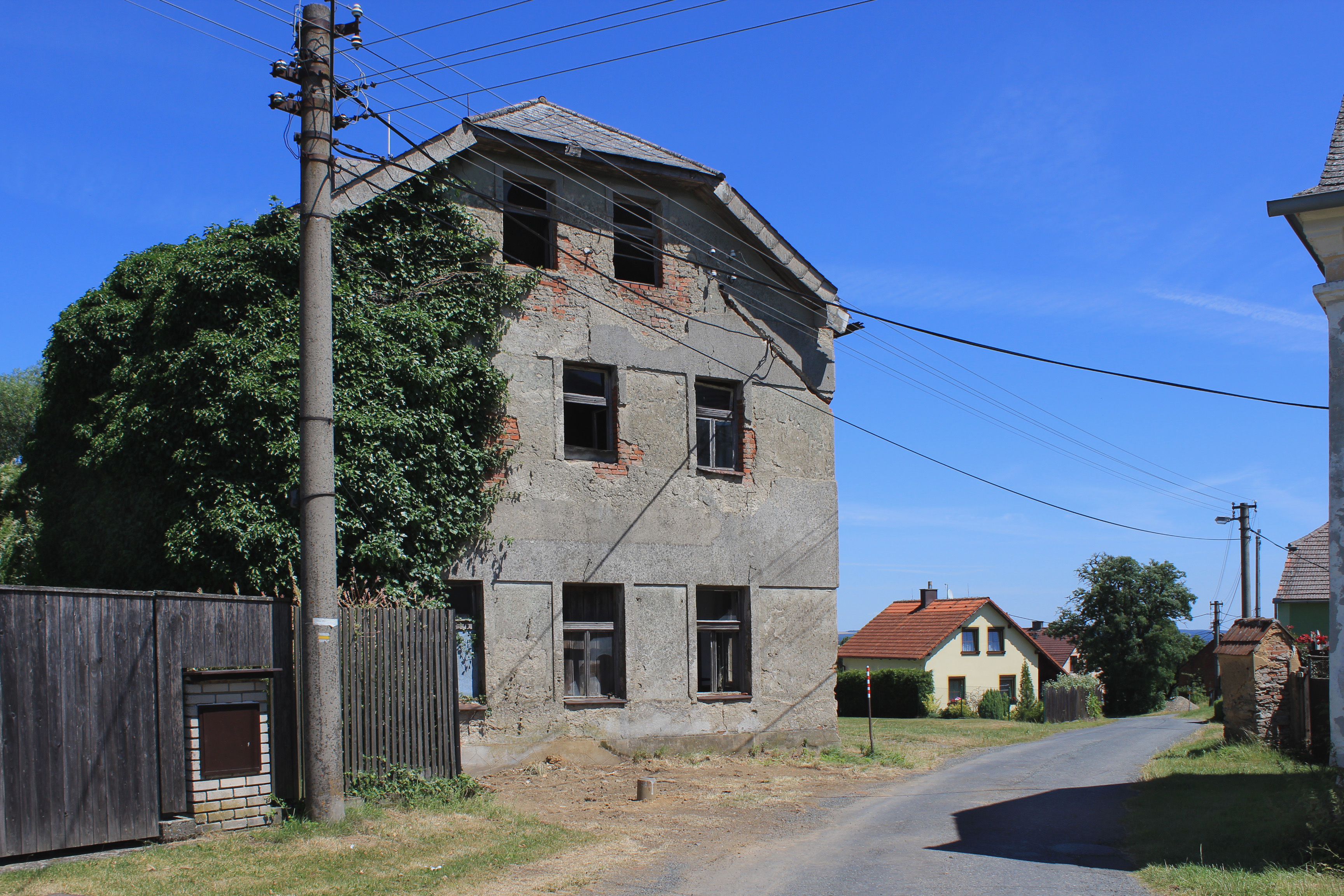
Полуразрушенный дом
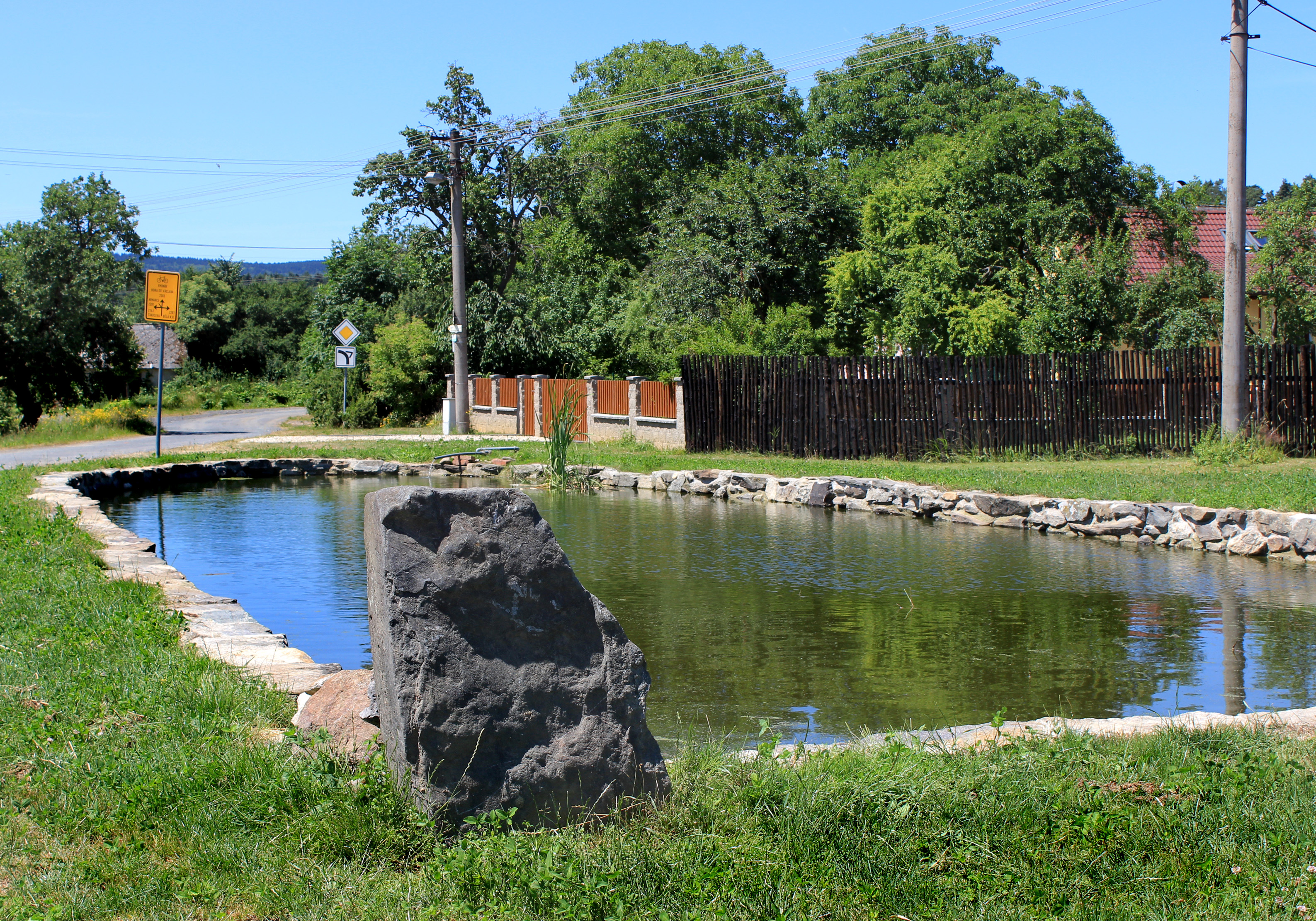
Пруд на площади